# Manasse
Manasse este o dramă scrisă de către scriitorul Ronetti-Roman (1853-1908) și publicată în anul 1900, tradusă ulterior în limba idiș de Iacob Sternberg. Piesa este o dramă în patru acte având ca temă intoleranța religioasă pe fundalul unei povești de dragoste între un român, Matei Frunză, și o evreică, Lelia, nepoata lui Manasse Cohen.
„Eu am încercat să cred c-am reușit să fixez pentru scenă un caz concret, un fapt real, petrecut în sânul unei familii evreiești din Moldova, pe care o cunosc personal. Eu n-am făcut decât să schimb acest fapt schimbând numele adevărate și lăsând aprecierile la libertatea cititorului. Dacă cineva crede că piesa are tendințe asimiliste, naționaliste sau mai știu eu ce, îl privește. Eu, însă, repet că n-am urmărit nici o teză.”— Wratislavius, Despre Manasse, în „Opinia” (Iași), anul XXVII, nr. 7344, 23 oct. 1931, p. 1-2 

## Piesa de teatru
Piesa Manasse a fost publicată în anul 1900, după doi ani Iacob Sternberg traducând-o în limba idiș.

### Personaje
- Manasse Cohen,[A] apărător fanatic al tradițiilor evreiești
- Nissim Kohanovici, fiul lui Manasse Cohen, bancher în București
- Ester Kohanovici, soția lui Nissim
- Lelia Kohanovici, fiica lui Nissim
- Lazăr Kohanovici, fiul lui Nissim
- Matei Frunză, avocat
- Natalia Frunza, sora lui Matei
- Zelig Șor, misit, prototipul omului de afaceri
- Emil Horn, evreu parvenit, pretendent la mâna Leliei
- Roza Blum, studentă la medicină
- Calman
- Jupâneasa
- Cantorul
- Invitați

### Premiera
Premiera piesei în limba română a avut loc pe 12 martie 1901 pe scena Teatrului Național din Iași avându-i ca interpreți pe Gheorghe Cârje (Manasse), Aglae Pruteanu (Lelia), Constantin Momuleanu (Nissim), Eufrosina Momuleanu (Estera), Marius Rădulescu (Zelig Șor). 
După trei ani, pe 25 mai 1904, are loc prima reprezentație a piesei în București, la grădina Rașca, în interpretarea trupei condusă de actorul ieșean Gheorghe Cârje: Vasile Toneanu (Zelig Șor), Gheorghe Cârje (Manasse), Irina Leonescu (Lelia). 
Succesul piesei va determina includerea ei în repertoriul Teatrului Național din București în stagiunea 1904-1905. Premiera a avut loc la 5 februarie 1905, în distribuție fiind nume mari ale teatrului românesc: Constantin Nottara (Manasse), Vasile Toneanu (Zelig Șor), Aristide Demetriade (Matei Frunză), Marioara Voiculescu (Lelia), Achille Georgescu (Nissim), Aurel Petrescu (Lazăr), Eugenia Ciucurescu (Roza Blum), Ion Constantiniu (Emil Horn). Succesul piesei s-a confirmat și pe această scenă, în decursul a doar două luni până la încheierea stagiunii fiind date 26 de reprezentații.

### „Afacerea” Manasse
Alexandru Davila, directorul Teatrului Național, a menținut piesa în programul stagiunii 1905-1906 însă, într-o atmosferă de naționalism exacerbat, reprezentația din 12 martie 1906 este interzisă căci „În mintea păzitorilor spiritului românesc nu putea fi considerată literatură dramatică națională o piesă scrisă de un evreu.” 
O nouă încercare a lui Davila, în 1913, de a reintroduce piesa în repertoriul Teatrului Național se va solda cu un eșec similar. În octombrie 1913 un grup de studenți bucureșteni, sub influența pozițiilor naționaliste ale lui Nicolae Iorga și A.C. Cuza, publică o scrisoare deschisă adresată lui Davila în care protestează contra menținerii reprezentațiilor piesei Manasse:
„Domnule director,
Vedem iarăși anunțată la teatrul Național piesa Manasse. Studențimea română, reprezentând conștiința națională totdeauna trează, a protestat cu drept cuvânt, ori de câte ori această piesă a fost să se joace pe scena teatrelor noastre naționale. Desigur nu e frumos și nu e bine să se audă pe scena unui astfel de teatru o predică ținută de către un evreu habotnic – am zice: un rabin – către coreligionarii lui, slăvindu-și legea și insultând legea noastră creștină, și nu putem îngădui umilirea neamului român din piesă, – aceste două lucruri atât de vădit tendențioase și atât de jignitoare pentru noi. Am fost mișcați adânc și am gustat neuitate clipe de entuziasm, auzind din scumpul nostru templu de cultură națională, acele fraze puternice, înflăcărate, în care – în piesa Vlaicu Vodă[B] – se proslăvește legea noastră străveche creștină ortodoxă și ne imită a ține seama de această temelie indestructibilă a neamului nostru. Și cu atât mai mult ne jignește și ne doare să vedem acum, de pe aceeași scenă scumpă, insultându-ne cele mai legitime sentimente ale noastre prin gura reprezentantului celei mai puțin simpatice și umanitare religii. Și iarăși nu ne putem opri gândul: artiști de-ai noștri, fruntași, și chiar acum se află în turneu la frații noștri de sub stăpânire străină, pentru a le ține trează conștiința națională prin marea școală care e Teatrul; iar noi, aici, pe scena Teatrelor noastre naționale, în zilele când atâta nevoie de conștiință națională și de simț religios avem noi să ne reprezentăm piese pentru întărirea morală a dușmanului nostru dinăutru : în veci inandmisibili, dar viclenii evrei. Deci, mult vă rugăm, Domnule Director, de lealul nostru devotament, ”— Studențimea universitară din București, Viitorul, anul VI, nr. 2038, 14 octombrie 1913, p. 2 
Pe 26 octombrie 1913 este organizată o demonstrație în fața Teatrului Național. Prefectul Poliției Capitalei, Dimitrie Moruzzi pretextând menținerea ordinii, interzice atât reprentația din 27 octombrie 1913 cât și cele ulterioare „până la noi dispozițiuni”.
Într-o scrisoare din 26 octombrie 1913 adresată direcției Teatrului Național din București, Eleonora Ronetti-Roman, văduva dramaturgului, exasperată de aceste repetate scandaluri, decide interzicerea reprezentării piesei Manasse pe scenele teatrelor naționale:
„(...) Dați-mi voie, dar, să vă rog să luați act că pentru viitor opresc reprezentarea lui Manasse la Teatrul Național, oricare ar fi convingerile viitorului.”— Eleonora Ronetti-Roman, Scrisoarea către direcția Teatrului Național din București 
Interzisă pe scena Nationalului datorită jocurilor politice, piesa lui Ronetti-Roman va continua a fi jucată pe scene mai mici, în teatre particulare sau grădini de vară: la Teatrul Modern de trupa Companiei dramatice „Marioara Voiculescu” și pe scena Circului Sidoli de o trupă de actori ai Teatrului Național din Iași.

### După moartea lui Manasse
Poetul și autorul dramatic Adrian (Wechsler) Verea (n. 27 noiembrie 1876, Botoșani, d. 7 mai 1944, București) publică în 1915, sub pseudonimul I. Pârvu, o continuare a piesei lui Ronetti-Roman intitulată După moartea lui Manasse. Preluând personajele principale și transportându-le zece ani mai târziu, Adolf Wechsler prezintă mentalitatea etnico-religioasă diametral opusă, cea a antisemitismului extrem. Tănase Frunză, membru al guvernului și antisemit, vărul lui Matei Frunză, se opune numirii vărului său ca ministru pe motivul că este soțul unei evreice. Conflictul este rezolvat numai când Lelia își părăsește soțul și Matei este numit ministru.

## Filmul
Regizorul Jean Mihail a realizat în anul 1925, după piesă, un film mut, avându-l ca producător pe Isidor Goldenberg, Vasile Gociu cu imaginea, în distribuție apărând: Romald Bulfinsky (Manasse), Maria Ciucurescu (Ester), Iosef Kamen (Zelig Șor), Ion Constantiniu (Emil Horn), Pèpè Georgescu (Nissim Kohanovici), George Aurelian (Matei Frunză), Alexandru Finți (Lazăr), Dorina Demetrescu (Lelia), ș.a.
O parte din secvențele din filmul Manasse au fost filmate în orașul Fălticeni, oraș în care a locuit eroul principal al piesei lui Ronetti-Roman, Manasse Cohen. 